# 아우내중학교
아우내중학교는 충청남도 천안시 병천면 도원리 613-2에 있었던 사립 중학교이다.

## 학교명 풀이
아우내란 '2개의 내를 아우른다'는 뜻으로 예전에는 경상도와 한양을 이어주는 길목이기도 하다.
유관순 열사가 만세운동을 주도한 '아우내 장터'의 순우리말 이름인 '아내' 또는 '아우내'도 한자의 뜻+뜻 형식을 따서 '幷川' 이라 표기했다.
아우내는 병천면의 옛 이름으로 아우내를 한자식으로 표기한 것이 병천(竝川)이다.

## 학교 연혁
- 1967. 7. 25 학교법인 아우내학원 설립
- 1967. 10. 28 아우내중학교 설립인가(6학급)
- 1969.10. 23 학칙변경인가(9학급)
- 1975. 1. 11 학칙변경인가(12학급)
- 1992. 2. 20 학칙변경인가(7학급)
- 1992.11.27 학칙변경인가(6학급)
- 1997. 5.19 학칙변경인가(5학급)
- 1998. 5.30 학칙변경인가(4학급)
- 1999. 6.22 학칙변경인가(5학급)
- 2005. 3. 1 폐교

## 동문
1. ↑  현재 이 부지에는 대안학교인 드리미학교가 들어서 있다.